# Barbadanes
Barbadanes (en gallego y oficialmente, Barbadás) es un municipio español perteneciente a la provincia de Orense, en la comunidad autónoma de Galicia. Pertenece a la comarca de Orense. Este municipio está gozando de un crecimiento demográfico acelerado por encontrarse dentro del área de influencia de la capital.

## Geografía
Sobre una extensión municipal de 30,33 kilómetros cuadrados, el territorio, no muy accidentado [cita requerida], bascula gradual y suavemente hacia su parte oriental, por donde corren pequeños cursos de agua, afluentes del río Barbaña (arroyos de Mouras, San Bieito y otros de menor entidad). El río Miño al norte, aunque con vertientes acusadas, constituye el punto de menor altitud, mientras que las zonas más montañosas del suroeste alcanzan los 600 metros en el Alto do Castro. La mayor parte de los habitantes se concentra en las parroquias cercanas a la capital ourensana[cita requerida] y también al polígono industrial de San Ciprián de Viñas[cita requerida]. En esta zona, A Valenzá es el principal núcleo socioeconómico del municipio y la parroquia que más ha crecido en los últimos diez años[cita requerida][¿cuándo?].

## Geografía humana

### Demografía
Cuenta con una población de 11 176 habitantes (INE 2024).
| Gráfica de evolución demográfica de Barbadanes entre 1842 y 2021 |
| |
| Población de derecho según los censos de población del INE Población de hecho según los censos de población del INEEn este censo se denominaba Valenzana: 1842 En estos censos se denominaba Barbadanes: 1857, 1860, 1877, 1887, 1897, 1900, 1910, 1920, 1930, 1940, 1950, 1960 y 1970 |

### Organización territorial
El municipio está formado por veinticinco entidades de población distribuidas en cinco parroquias:
- Barbadanes[6] (San Juan)[8]
- Bentraces (San Juan)[9]
- Loiro (San Martín)[10]
- Piñor (San Lorenzo)[11]
- Sobrado del Obispo[6] (Santa María)[12]
- Valenzana[6] (San Bernabé)[13]

## Patrimonio
- Capilla de San Juan (Sobrado do Bispo) - Arquitectura Religiosa. Ubicada en el campo de la fiesta de Sobrado, se encuentra bajo la advocación del apóstol San Juan. Es una pequeña construcción de claro origen neogótico.
- Iglesia de Santa María (Sobrado do Bispo) - Arquitectura Religiosa. Pequeña iglesia rural de origen románico (en torno al siglo XIII). En el exterior destacan los grandes contrafuertes así como las ménsulas decorativas del tejado. La transición hacia un estilo gótico se aprecia en la portada lateral, con arco apuntado coronado por una arquivolta de bolas. En su interior destaca el precioso retablo de origen barroco fruto de una reedificación en el siglo XVII.
- Iglesia de San Martiño (Loiro) - Arquitectura Religiosa. Pequeña iglesia del románico rural, de una sola nave. Construida en el siglo XII (1110) y modificada posteriormente. Conserva el arco triunfal con una ventana sobre el ábside románico. Al exterior dos puertas laterales y en la fachada principal una puerta con arquivoltas y tres baquetones rodeando el tímpano, este con una ventana y dos figuras humanas rodeando una cruz. Sobre ella corre una cornisa perlada sostenida por arquillos adornados con figuras humanas, mitológicas, animales, vegetales y geométricas. En la cubierta de la nave una cruz y en el testero del ábside un Agnus Dei.
- Ermita de San Benito (San Benito de Cova do Lobo) - Arquitectura Religiosa. Ermita rural de pequeño tamaño en la que se celebra la Romería de San Benito. Tanta importancia tiene la ermita como las grandes piedras de sus proximidades que el pueblo venera debido a la creencia de sus poderes curativos. La ermita ocupa una privilegiada situación, al divisar los diferentes paisajes que forman las elevaciones del valle.
- Iglesia de San Bernabé (A Valenzá) - Arquitectura Religiosa. Pequeña iglesia rural integrada totalmente en el nudo urbano del barrio de A Valenzá. Fuerte contraste entre esta edificación, de origen románico y las construcciones urbanas circundantes. En uno de los laterales, capilla adosada a la iglesia.
- Iglesia de San Lorenzo de Piñor - Arquitectura Religiosa. Pequeña iglesia rural que podemos fechar en torno al siglo XVI. Lo más destacado es su fachada, flanqueada en las esquinas por dos pilastras que soportan un frontón partido por una hornacina con la imagen de San Lorenzo. La puerta de acceso está coronada por un almohadillado de corte renacentista. El acceso a la iglesia está formado por una gran escalinata de corte barroco. Construcción propia de la arquitectura religiosa popular gallega. Destaca la verticalidad de su campanario coronado con una balaustrada. La ausencia de decoración en los muros del edificio es la nota dominante.
- Pazo de Bentraces - Arquitectura civil. En la actualidad está dedicado a turismo rural situándose a las afueras del núcleo urbano. Su construcción es del siglo XV como residencia episcopal del monasterio de Celanova. Perteneció a la familia Suárez Tanxil, de ascendencia portuguesa, quien se encargó de transformarlo en Casa Señorial. El edificio es de tres épocas donde la más antigua está situada en el ángulo en L que forman las tres edificaciones.
- Pazo de Piñor - Arquitectura civil, del siglo XVI, que posee una balconada con amplia balaustrada barroca. Es de propiedad privada estando situado en la localidad y rodeada por un muro de piedra que lo rodea en toda su extensión. Se tratan de dos edificaciones a dos alturas y de periodos de construcción distintos. La construcción más moderna es de planta rectangular y dispone de una capilla próxima a dicho edificio.
- Peto de ánimas de la capilla de San Mauro - Arquitectura Popular. El peto de ánimas se concibe en leve resalte con el resto del paramento, alcanzando éste una altura definida por el monumento. Sencillos barrotes entrecruzados protegen la hornacina excavada en medio punto, las jambas de la misma cobran identidad en el extremo inferior, desenvolviéndose en basas provistas de toro y plinto; si bien la repisa presenta perfiles rectilíneos, en el frontón que remata la obra se advierten molduras, figurando en su cúspide una cruz latina en medio relieve, enmarcando su silueta una inscripción de letras pintadas ya ilegible: solo en el tímpano puede apreciarse la leyenda: ANIMAS. Ocupa el frente de la escalera con doble acceso a la capilla de San Mauro.

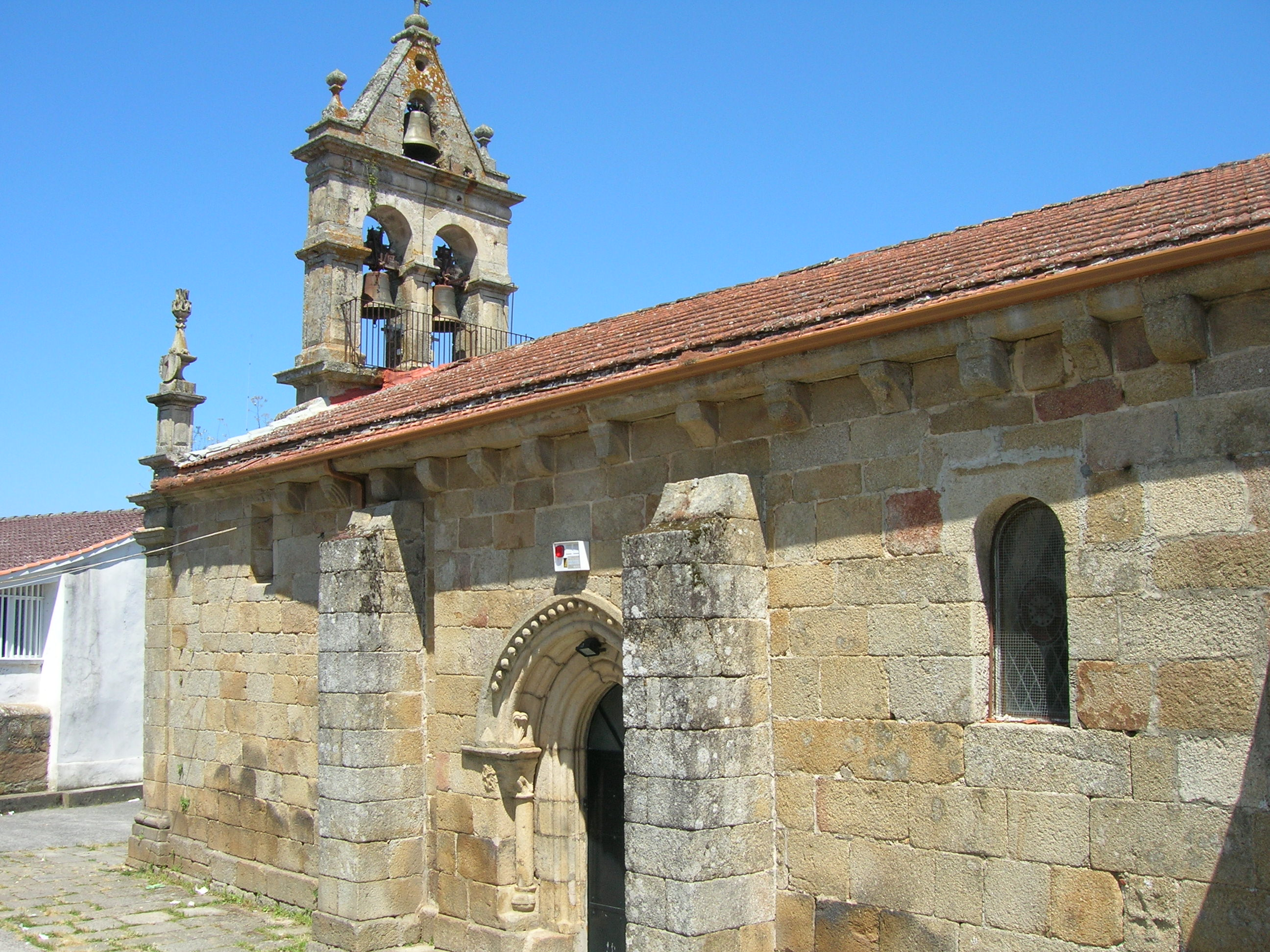
Santa María de Sobrado
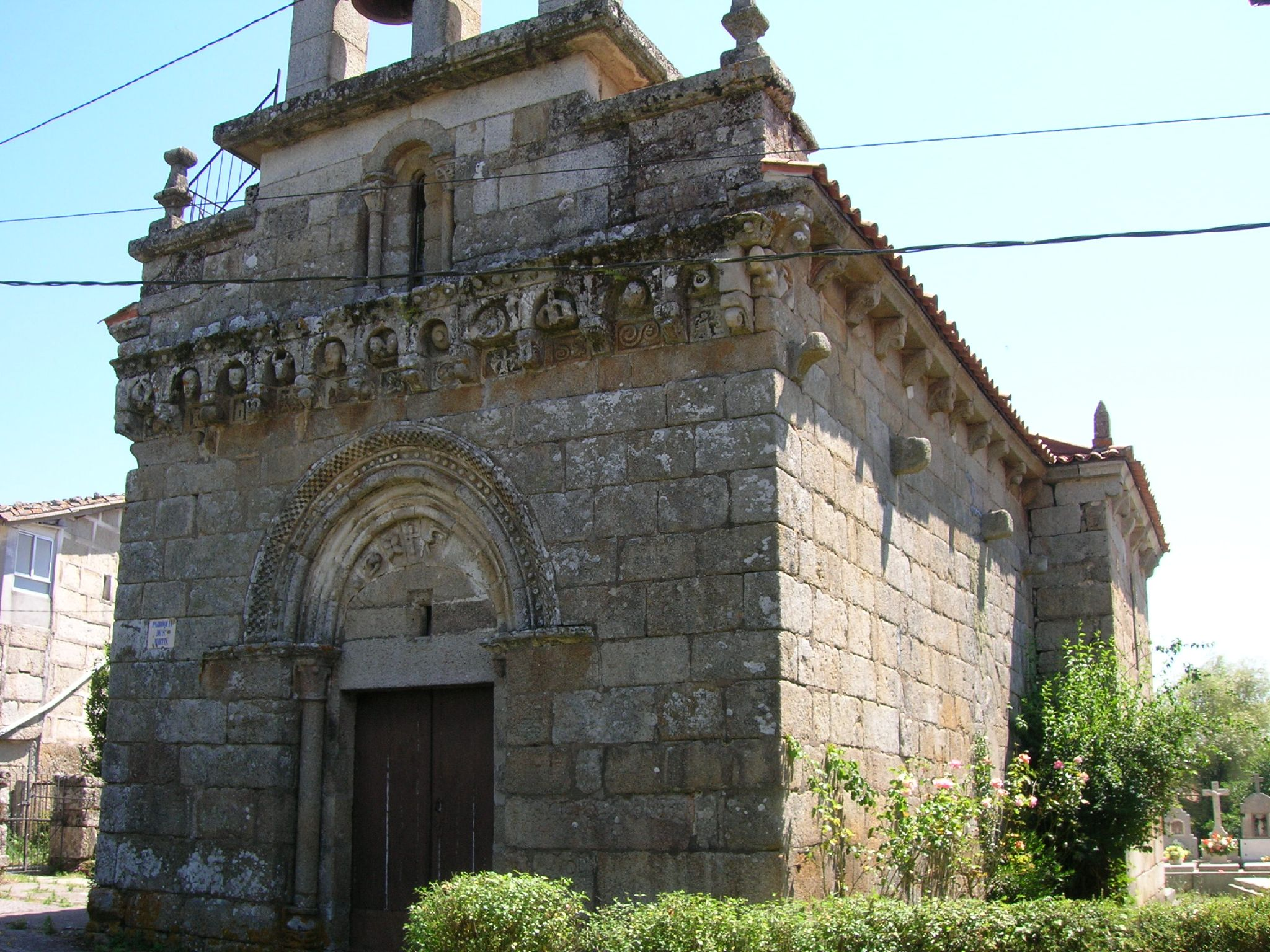
San Martiño de Loiro
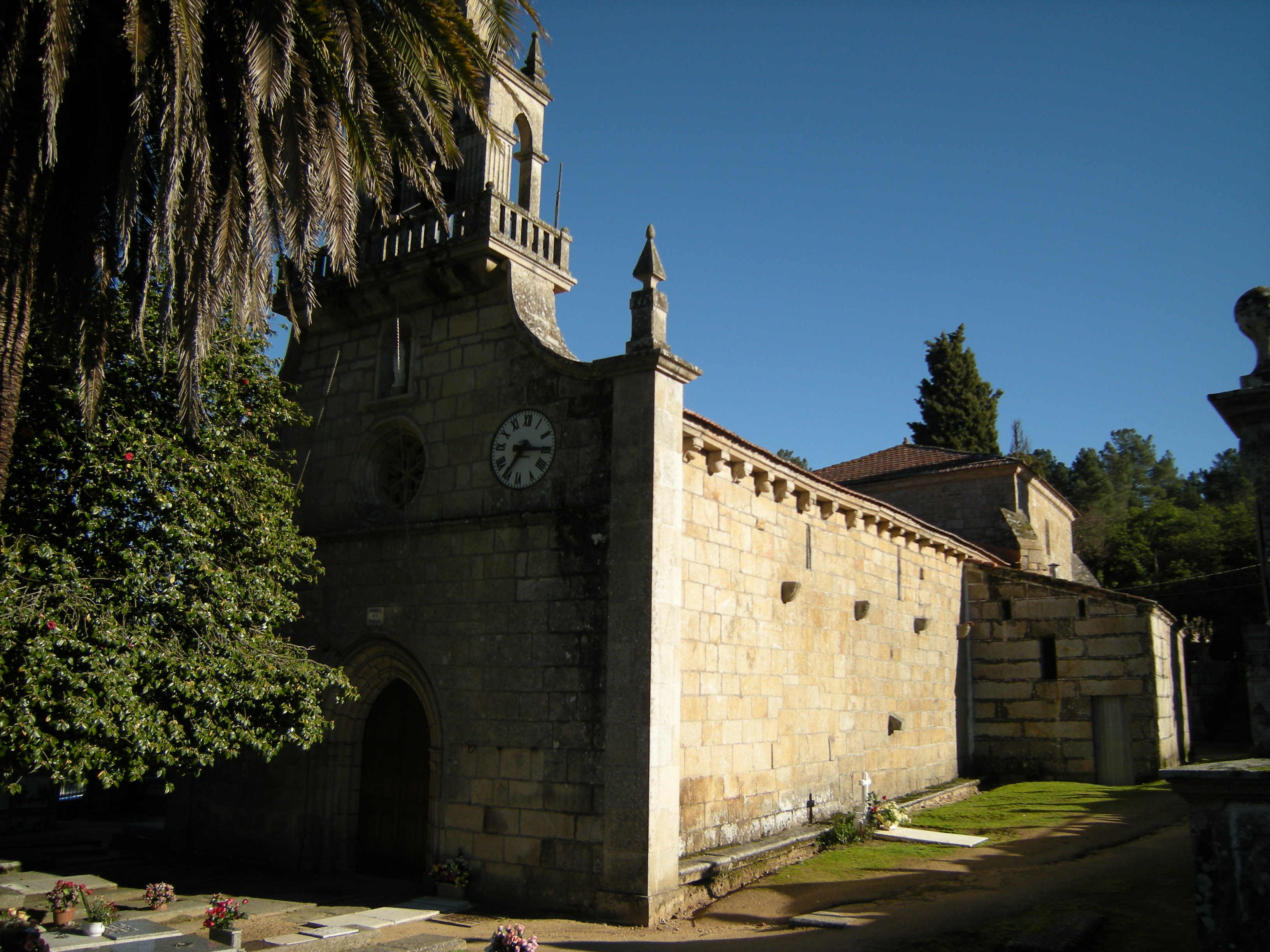
San Lourenzo de Piñor

## Fiestas
- 11 de mayo, Fiesta en honor a San Mamerto. Lamas
- Del 01 junio  al 15 de junio, Fiesta de San Bernabé. A Valenzá
- Del 1 de julio al 30 de junio, Fiesta de Santo Antón. Parada
- 24 de junio fiesta de San Juan. Barbadás
- Del 4 de julio al 5 de julio, Fiesta de San Juan. Sobrado del Obispo
- 11 de julio, Romería de San Benito. Piñor (Coba de Lobo)
- 4 de agosto, Fiesta de la Virgen de las Nieves. Piñor
- 10 de agosto, Fiesta de San Lorenzo. Piñor
- 16 de agosto, Romería de San Roque. Sobrado del Obispo y Pontón
- 20 de septiembre, Fiesta de Nuestra Señora de los Dolores. Fonsillón.[14]